# Scosthrop
Scosthrop – civil parish w Anglii, w North Yorkshire, w dystrykcie (unitary authority) North Yorkshire. W 2001 civil parish liczyła 77 mieszkańców. Scosthrop jest wspomniana w Domesday Book (1086) jako Scotorp.